# Puren (1918-2015)
Pour les articles homonymes, voir Puren.
Titres
Prétendant au trône de Chine
28 février 1994 – 10 avril 2015
(21 ans, 1 mois et 13 jours)
Prince héritier de Chine
17 octobre 1967 – 28 février 1994
(26 ans, 4 mois et 11 jours)
Jin Youzhi (金友之), né le 17 août 1918 à Pékin et mort le 10 avril 2015 dans la même ville, aussi connu sous le nom de Puren (溥任), est le quatrième et le plus jeune fils de Zaifeng, et le plus jeune frère de Puyi, le dernier souverain de l'Empire du milieu.

## Biographie
Puren naît le 17 août 1918 au palais du prince Chun dans le quartier de Shishahai à Pékin. Il étudie au lycée de Yaohua à Tianjin notamment connu pour avoir accueilli plusieurs personnalités de la famille impériale.
Étant de douze ans son cadet, Puren n'a pas connu Puyi sur le trône de Chine, mais seulement sur le trône du Mandchoukouo. Concernant la collaboration de Puyi avec les Japonais, Puren considérait son frère comme une personne extrêmement naïve et qui avait tendance à croire n'importe qui, avec un important manque de clairvoyance. Il ajoute qu'il était incapable de deviner les mauvaises intentions du Japon. 
Au lieu d'utiliser le nom de son clan mandchou des Aisin Gioro comme nom de famille, Puren a adopté le surnom Jin (金), signifiant « or » en chinois comme « Aisin » en langue manchou. Son titre de courtoisie est Youzhi (友之). Il est surnommé par les médias chinois « le petit frère du dernier Empereur » (最后的皇弟).
Il assiste aux 7, 8 et 9es comités politiques consultatifs de la municipalité de Pékin et travaille notamment dans l'institut de recherche culturel et historique de Pékin. 
En 1947, il crée une école primaire grâce à l'aide de son père Zaifeng.
En 1957, il fait don de son école et de sa fortune puis prend sa retraite en 1968. 
Au Nouvel An 1960, il accompagne Puyi lors d'une visite auprès de Zhou Enlai, lequel proposera à ce dernier d'écrire sa biographie.
À la suite de la mort de son frère Pujie le 28 février 1994, il devient le chef de la maison des Qinq et le prétendant théorique au trône de Chine. Il décède d'une pneumonie le 10 avril 2015, à l'âge de 96 ans. L'incinération étant obligatoire dans les grandes municipalités de Chine notamment celle de Pékin, son corps est brûlé puis enterré au cimetière gouvernemental de Babaoshan. Un peu plus d'un millier de proches et de journalistes assistent à ses funérailles. Certains des anciens élèves de son école primaire pratiquèrent même le Kowtow, en guise d'adieu, une pratique ancestrale consistant à se mettre à genoux le front à terre pour signifier une soumission.

## Famille
- Père : Zaifeng
- Mère : Dame Dengjiashi (鄧佳氏), une épouse secondaire de Zaifeng.
- Épouses :
  - Jin Yuting (金瑜庭), première femme de Puren
  - Zhang Maoying (張茂瀅), seconde femme de Puren

- Enfants :
  - Fils :
    - Jin Yuzhang (金毓嶂; né en 1942), marié à Liu Yumin (劉玉敏), a une fille Jin Xin (金鑫; née en 1976)[10].
    - Jin Yuquan (金毓峑; né en 1946), épouse Cheng Yingying (程迎盈), a une fille Jin Jun (金鈞).
    - Jin Yulan (金毓嵐; né en 1948), épouse Zhou Qingxue (周清學), a une fille Jin Zhao (金釗).

  - Filles :
    - Jin Yukun (金毓琨), a une fille Du Jingzhe (杜京哲).
    - Jin Yucheng (金毓珵), a une fille Qiao Xiaodong (喬曉冬).

## Ascendance
|  |                                   |  |  |  |  |  |  |  |  |  |  |  |  |  |  |  |
|  | 16. Jiaqing, empereur de Chine    |  |  |  |  |  |  |  |  |  |  |  |  |  |  |  |
|  |                                   |  |  |  |  |  |  |  |  |  |  |  |  |  |  |  |
|  |                                   |  |  |  |  |  |  |  |  |  |  |  |  |  |  |  |
|  | 8. Daoguang, Empereur de Chine    |  |  |  |  |  |  |  |  |  |  |  |  |  |  |  |
|  |                                   |  |  |  |  |  |  |  |  |  |  |  |  |  |  |  |
|  |                                   |  |  |  |  |  |  |  |  |  |  |  |  |  |  |  |
|  | 17. Impératrice Xiaoshurui        |  |  |  |  |  |  |  |  |  |  |  |  |  |  |  |
|  |                                   |  |  |  |  |  |  |  |  |  |  |  |  |  |  |  |
|  |                                   |  |  |  |  |  |  |  |  |  |  |  |  |  |  |  |
|  | 4. Yixuan, Prince Chun            |  |  |  |  |  |  |  |  |  |  |  |  |  |  |  |
|  |                                   |  |  |  |  |  |  |  |  |  |  |  |  |  |  |  |
|  |                                   |  |  |  |  |  |  |  |  |  |  |  |  |  |  |  |
|  | 9. Concubine impériale Zhuangshun |  |  |  |  |  |  |  |  |  |  |  |  |  |  |  |
|  |                                   |  |  |  |  |  |  |  |  |  |  |  |  |  |  |  |
|  |                                   |  |  |  |  |  |  |  |  |  |  |  |  |  |  |  |
|  | 2.Zaifeng, Prince Chun            |  |  |  |  |  |  |  |  |  |  |  |  |  |  |  |
|  |                                   |  |  |  |  |  |  |  |  |  |  |  |  |  |  |  |
|  |                                   |  |  |  |  |  |  |  |  |  |  |  |  |  |  |  |
|  | 5. Liu Jiashi                     |  |  |  |  |  |  |  |  |  |  |  |  |  |  |  |
|  |                                   |  |  |  |  |  |  |  |  |  |  |  |  |  |  |  |
|  |                                   |  |  |  |  |  |  |  |  |  |  |  |  |  |  |  |
|  | 1. Puren Aisin Gioro              |  |  |  |  |  |  |  |  |  |  |  |  |  |  |  |
|  |                                   |  |  |  |  |  |  |  |  |  |  |  |  |  |  |  |
|  |                                   |  |  |  |  |  |  |  |  |  |  |  |  |  |  |  |
|  | 3. Deng Jiashi                    |  |  |  |  |  |  |  |  |  |  |  |  |  |  |  |
|  |                                   |  |  |  |  |  |  |  |  |  |  |  |  |  |  |  |
|  |                                   |  |  |  |  |  |  |  |  |  |  |  |  |  |  |  |